# XXIXe siècle av. J.-C.
../.. | 
IVe millénaire av. J.-C. |
IIIe millénaire av. J.-C. |
IIe millénaire av. J.-C. |
../..
XXXe siècle av. J.-C.
| XXIXe siècle av. J.-C.
| XXVIIIe siècle av. J.-C.
| XXVIIe siècle av. J.-C.
| XXVIe siècle av. J.-C.

XXVe siècle av. J.-C.
| XXIVe siècle av. J.-C. 
| XXIIIe siècle av. J.-C.
| XXIIe siècle av. J.-C.
| XXIe siècle av. J.-C.
Liste des millénaires |
Liste des siècles

## Événements
- 2900-2300 av. J.-C. : Bronze Ancien II en Grèce. Les techniques de fonderie se diffusent concentrées d’abord dans le Nord-Est égéen[1].

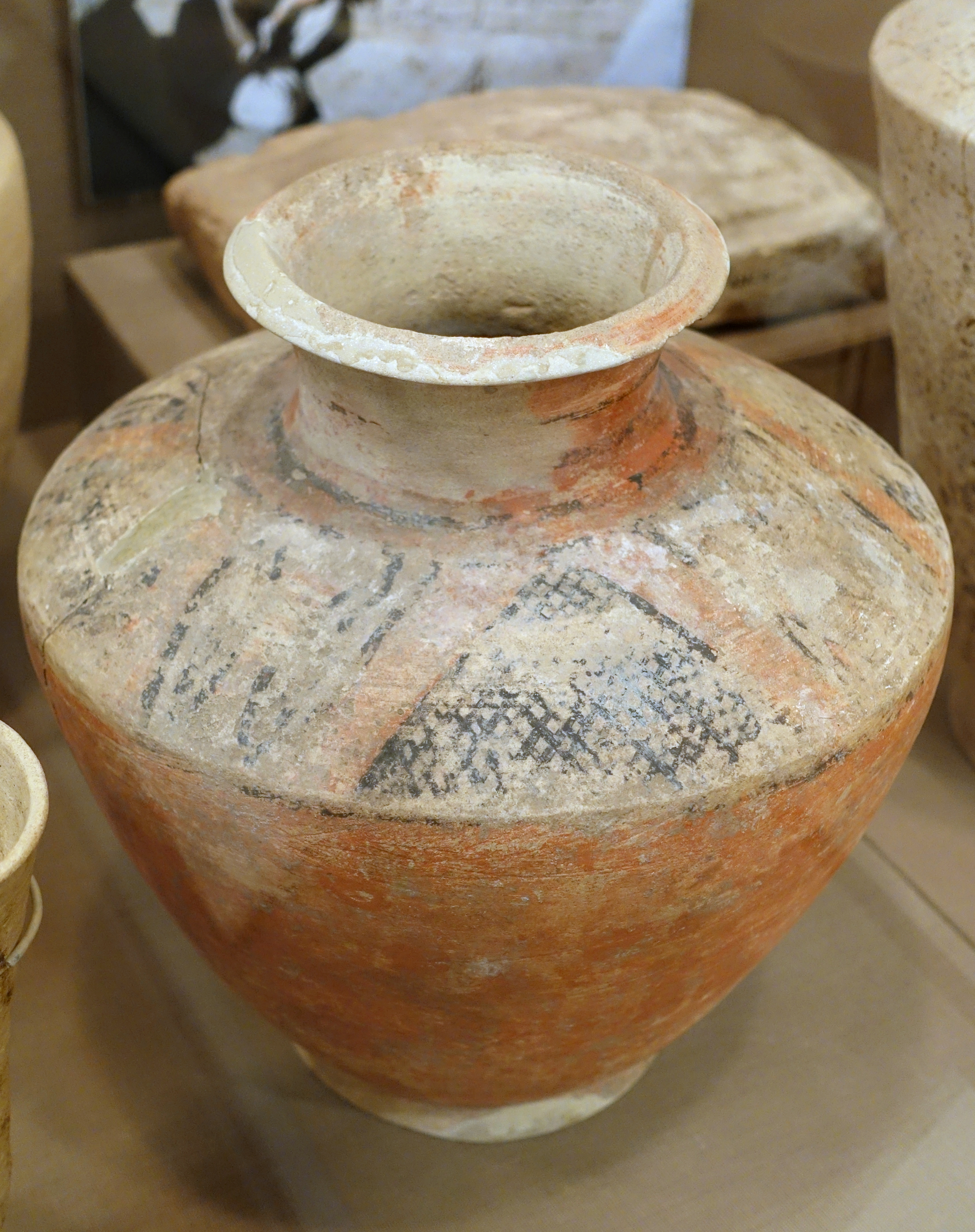
Jarre de type Scarlet ware ancien, fin Djemdet Nasr-début du DA I, vallée de la Diyala. Musée de l'Oriental Institute de Chicago.

- 2900-2375 av. J.-C. : période des dynasties archaïques I (DA I) ou présargonique en Mésopotamie. Scarlet ware, poteries peintes de motifs rouges sur fond beige caractéristique du DA I (Diyala, environs de Kish)[2]. Utilisation de briques « plano-convexe » pour l'architecture[3]. Mise en valeur de la plaine du Khabur[4]. Premières traces de la découverte de la valeur phonétique des signes d’écriture dans les archives d’Uruk. Les idéogrammes demeurent en parallèle.
- Vers 2900-2800 av. J.-C. : fondation de la ville de Mari en Syrie (1,9 km de diamètre)[4].

- 2850-2687 av. J.-C. : IIe dynastie thinite : Règnes de Hotepsekhemoui, Nebrê, Ninetjer, Ouneg, Senedj, Péribsen, Khâsekhemoui[5]. Dans le premier quart du IIIe millénaire, sur le modèle des inscriptions royales, l’aire de l’écrit s’étend à l’attestation de la propriété funéraire des individus[4].